# Teucholabis amatrix
Teucholabis amatrix är en tvåvingeart som beskrevs av Alexander 1945. Teucholabis amatrix ingår i släktet Teucholabis och familjen småharkrankar. Inga underarter finns listade i Catalogue of Life.